# The Unquestionable Truth (Part 1)
Albums de Limp Bizkit
Results May Vary
(2003) Gold Cobra
(2011)
Singles
1. The Truth
Sortie : 2 mai 2005

The Unquestionable Truth (Part 1) est le cinquième album studio de Limp Bizkit, sorti le 2 mai 2005. 
Il est considéré par le groupe comme un véritable album et non comme un EP malgré son nombre de pistes.

## Liste des titres
| No | Titre          | Durée |
| -- | -------------- | ----- |
| 1. | The Propaganda | 5:16  |
| 2. | The Truth      | 5:28  |
| 3. | The Priest     | 4:59  |
| 4. | The Key        | 1:24  |
| 5. | The Channel    | 4:41  |
| 6. | The Story      | 3:56  |
| 7. | The Surrender  | 3:59  |